# (73440) 2002 ML3
(73440) 2002 ML3 – planetoida z pasa głównego asteroid okrążająca Słońce w ciągu 4,34 lat w średniej odległości 2,66 j.a. Odkryta 29 czerwca 2002 roku.